# The Butterfly Circus (Film)
The Butterfly Circus ist ein amerikanischer Kurzfilm, der von Joshua und Rebekah Weigel im Jahr 2009 produziert wurde.

## Handlung
Mr. Mendez, der Direktor des "Butterfly Circus", reist mit seinen Schauspielern durchs Land. In einem anderen Zirkus besucht er eine Freak-Show, wo er neben siamesischen Zwillingen und einer Frau mit Bart auch einen Mann ohne Arme und Beine sieht: Will. Anstatt ihn wie die anderen zu beleidigen, geht Mr. Mendez auf ihn zu und sagt ihm, er sei wunderbar.
Am nächsten Tag flieht Will auf einem LKW des "Butterfly Circus". Bei ihnen erfährt er, dass es bei diesem Zirkus keine Freak-Show gibt. Die Mitarbeiter machen Entfesslungs- und ähnliche Tricks. Mr. Mendez erzählt, dass die anderen Künstler auch alle Ausgestoßene und Sonderlinge waren, die mit ihren Fähigkeiten im Butterfly Circus ein neues Zuhause gefunden haben. Mr. Mendez ermutigt Will herauszufinden, was er wohl machen könnte.
Durch einen Zufall findet Will heraus, dass er schwimmen kann.
So wird die Show erweitert – Will springt aus 15 Fuß Höhe in ein kleines Wasserbassin. Die Menschen sind begeistert. Ein kleiner Junge, der selbst auf Krücken geht, kommt nach der Vorstellung zu ihm und umarmt ihn dankbar.

## Hintergrund
Die Gesamtproduktion mit über 150 Personen dauerte nur 12 Tage. Als Drehort wurde San Gabriel Mountains, Riverside, Palmdale und Santa Clarita in Südkalifornien gewählt. Bis zum Juli 2010 erreichte der Film über 7 Millionen Klicks auf Youtube. Nick Vujicic, der aus Australien stammt, wurde ohne Arme und Beine geboren und erhielt beim Method Fest Independent Film Festival (in Calabasas (Kalifornien)) die Auszeichnung als Bester Darsteller in der Rolle als „Will“.

## Auszeichnung
- 2008: Grand Prize auf dem Heartland Filmfestival
- 2010: Bester Kurzfilm auf dem Katholischen Filmfestival Mirabile Dictu[7]